# Медала (Флорида)
Медала (енгл. Medulla) насељено је место без административног статуса у америчкој савезној држави Флорида.

## Демографија
По попису из 2010. године број становника је 8.892, што је 2.255 (34,0%) становника више него 2000. године.
| Група             | 2000.         | 2010.         |
| Белци             | 5.408 (81,5%) | 6.217 (69,9%) |
| Афроамериканци    | 773 (11,6%)   | 1.220 (13,7%) |
| Азијати           | 41 (0,6%)     | 110 (1,2%)    |
| Хиспаноамериканци | 345 (5,2%)    | 1.190 (13,4%) |
| Укупно            | 6.637         | 8.892         |